# شهرستان لونگلینگ
شهرستان لونگلینگ (به لاتین: Longling County) یک منطقهٔ مسکونی در چین است که در باوشان، یوننان واقع شده‌است. شهرستان لونگلینگ ۲٬۸۸۴ کیلومتر مربع مساحت و ۲۷۰٬۰۰۰ نفر جمعیت دارد.